# Beta galactosidasa
La β-galactosidasa, también llamada beta-gal y b-gal, es una enzima que cataliza la hidrólisis de galactósidos a monosacáridos (EC 3.2.1.23). Un galactósido está compuesto por un glicósido que contiene galactosa. Es decir, el hidrógeno del grupo hidroxilo del carbono 1 de la galactosa es sustituido por un resto orgánico. Dependiendo del enlace glicosídico entre la galactosa y el resto orgánico, los galactósidos se clasifican en α-galactósidos o β-galactósidos. El β-galactósido más común es la lactosa, un disacárido entre galactosa y glucosa (β 1,4 Galactosa-Glucosa).

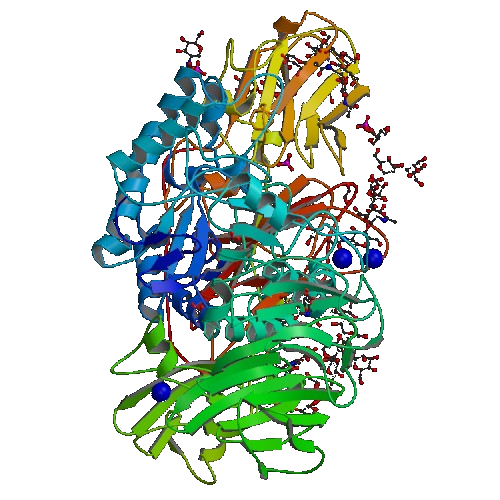
β-galactosidasa de Penicillum sp.

## Estructura
La enzima β-galactosidasa de 1024 aminoácidos fue secuenciada por primera vez en 1970 y su estructura fue finalmente definida en 1994. Su estructura consta de un homotetrámero con una simetría 2,2,2.  La molécula tiene un peso de 464 kDa. La cadena polipeptídica se dobla sobre sus 5 dominios secuenciales y un segmento extendido en el amino terminal. El primer dominio tiene una conformación de barril beta tipo rollo de gelatina, el segundo y el cuarto de fibronectina tipo III, el tercero un barril TIM y el quinto un barril beta tipo sándwich. El tercer dominio contiene el sitio activo que consiste de dos subunidades del tetrámero.

## Reacción
El sitio activo de la β-galactosidasa hidroliza a un disacárido en presencia de iones de potasio monovalentes (K+) e iones de magnesio bivalentes (Mg2+). El enlace glicosídico del sustrato es clivado por un grupo carboxilo terminal de un ácido glutámico presente en la enzima. Este clivaje se da por adición de moléculas de agua. En los humanos el nucleófilo de la reacción de hidrólisis es Glu-268 a diferencia de Glu-461 que es el nucleófilo en E. coli.

## Funciones
La β-galactosidasa es de gran importancia en la industria porque se usa para fermentar los azúcares de la lactosa. La producción de yogur y queso, por ejemplo, necesita bacterias que expresen esta enzima. Además, es usada para adicionarla a los productos lácteos con el fin de eliminar los residuos de lactosa y hacer productos deslactosados. Otra función crucial consta de identificar si las bacterias presentes en el agua potable son coliformes. La presencia de estas bacterias se puede identificar porque la galactosidasa está presente en bacterias como Escherichia coli, común en la materia fecal.
En los humanos, la β-galactosidasa cliva la lactosa en el tubo digestivo para poder ser absorbida como galactosa y glucosa. El síndrome de Morquio es una enfermedad autosómica recesiva en donde el cuerpo carece o no tiene suficiente sustancia necesaria para descomponer cadenas largas de azúcares. Los dos tipos del síndrome de Morquio son el tipo A y el tipo B. En el tipo A hay una deficiencia o carencia de galactosamina 6-sulfatasa y en el tipo B de β-galactosidasa. Uno de los estudios recientes con respecto a esta enzima involucra terapia génica para insertar ADN bacterial en el genoma humano para que la proteína se exprese con normalidad.
En Escherichia coli, el gen de la β-galactosidasa, LacZ está presente como parte del operón lac que es activado en presencia de lactosa con niveles bajos de glucosa. En biología molecular esta enzima es usada como un marcador para monitorear expresión de genes en ADN recombinante. La β-galactosidasa puede ser separada en dos péptidos: LacZα and LacZΩ. Estos péptidos no son activos individualmente pero si están en presencia del otro se activan espontáneamente. Esta propiedad es usada porque si se insertan fragmentos de ADN en el vector, el gen se ve interrumpido y las células no van a mostrar actividad de β-galactosidasa. Esta actividad puede ser detectada por X-gal que tiñe de azul cuando es hidrolizado por la β-galactosidasa, por lo tanto si hubo una inserción de ADN al vector, la tinción se ve blanca ya que al no producirse la enzima la colonia permanece con el color natural propio colonia.